# Pedro Francisco Massano de Amorim
Pedro Francisco Massano de Amorim GOTE • GCA • GCIC • MCC • MV (Fronteira, Fronteira, 14 de janeiro de 1862 — Nova Goa, 31 de maio de 1929) foi um oficial do Exército Português, no qual atingiu o posto de general, e administrador colonial. Formado na Escola do Exército para a arma de artilharia, teve uma carreira quase exclusivamente dedicada às colónias portuguesas, destacando-se como oficial africanista em funções militares e governativas. Foi governador-geral de Angola (1916-1917), de Moçambique (1918-1919 e 1923-1925) e do Estado da Índia (1927-1929), tendo falecido no exercício deste último cargo. No contexto das Campanhas de Conquista e Pacificação conduzidas nas colónias portuguesas de África foi considerado um conquistador metódico.

## Biografia
Nascido em Fronteira, Distrito de Portalegre, filho de Henrique Teles da Silva de Amorim e de sua mulher Ana Emília Massano,  em 5 de Março de 1878, com 16 anos de idade assentou praça como voluntário no Regimento de Infantaria n.º 16. Ingressou seguidamente na Escola do Exército, tendo sido promovido a segundo tenente em 10 de Janeiro de 1883.
Pretendendo uma carreira na arma de Artilharia, foi transferido para o Regimento de Artilharia n.º 3 e, após a conclusão do curso da arma de Artilharia da Escola do Exército, em 26 de Novembro de 1884 passou ao Regimento de Artilharia n.º 2, no qual ascendeu a tenente em 28 de Janeiro de 1885.
Entre  1 de Março e 25 de Setembro de 1888 foi instrutor na Escola Regimental de Sargentos, assumido de seguida as funções de director da Escola Regimental de Cabos, cargo que exerceu até 25 de Janeiro de 1892.
Foi promovido ao posto de capitão a 18 de Outubro de 1894. Depois de uma passagem pelo Estado-Maior de Artilharia, voltou ao Regimento de Artilharia n.º 2, onde permaneceu até Outubro de 1896. Foi então transferido para o Regimento de Artilharia n.º 4, mas logo no mês imediato foi requisitado pelo Ministério da Marinha e do Ultramar para a comissão de serviço em Moçambique.

### A primeira comissão de serviço em Moçambique (1896-1898)
Nesse ano integrou, como oficial subalterno, a força comandada por Mouzinho de Albuquerque enviada à África Oriental Portuguesa, no âmbito das campanhas de conquista e pacificação, para subjugar a resistência à presença portuguesa no Império de Gaza, de cujo território foi em Abril 1897 nomeado governador. Estas funções de governador de Gaza coincidiram com o período mais aceso da revolta liderada naquele território por Ngungunhane (ou Gungunhana).
Tendo acompanhado Mouzinho de Albuquerque na campanha que culminou na captura de Gungunhana, saudada como um sucesso heróico da acção colonial portuguesa, destaca-se a sua perene ligação àquele oficial, que no seu relatório lhe atribuiu características de «intrépido, leal, usando no convívio rude franqueza que, longe de ofender captava simpatias», para além de se lhe apontar coragem, energia, decisão e tenacidade.
Em meados de 1897, já depois da prisão em Chaimite e exílio de Gungunhana para Angra do Heroísmo, foi escolhido pelo governador João de Azevedo Coutinho para o cargo de comandante militar de Tete, região onde desde o ultimato britânico de 1890 decorria uma importante sublevação dos povos da região de Maganja da Costa contra a presença portuguesa. O seu desempenho neste cargo, que acumulou com as funções de administrador do concelho e de juiz municipal, que muito contribuiu para vencer a resistência das tribos majanjas, levou a que fosse condecorado por esse feito.
Em Dezembro de 1898 regressou a Portugal, sendo em 1899 colocado no Regimento de Artilharia n.º 5, onde pouco tempo permaneceu por ter aceite nova comissão de serviço no Ministério das Colónias.

### Comissão de serviço em Angola (1900-1903)
Em 1900 foi enviado para Angola, desembarcando em Luanda em Março desse ano. Foi pouco depois destacado para o norte daquela colónia como «residente» de Santo António do Zaire, região onde empreendeu a exploração dos territórios habitada pelos povos então designados por mussorongos.
Em 1901 foi encarregado de inspeccionar o material de guerra atribuído às forças estacionadas na província de Angola e em Novembro desse ano foi nomeado em comissão especial de serviço para a Colónia Penal Militar e Agrícola, onde permaneceu até finais de Maio de 1902.
Após uma curta passagem por Lisboa, onde permaneceu cerca de um mês, regressou a Luanda, sendo então transferido para Benguela, no sul de Angola, onde procedeu à exploração do território em torno daquela localidade, tendo desse período resultado um relatório com sugestões sobre a melhor forma de administração para aquela região. Em agosto de 1902 foi enviado ao comando da coluna militar, designada por Coluna Militar do Norte, que saiu de Benguela com o objectivo de reprimir a revolta dos ovimbundos, principalmente na figura do Reino Bailundo, durante a Segunda Guerra Luso-Ovimbundo. Após vários combates, conseguiu a vitória sobre as tropas ovimbundas de Mutu-ya-Kevela, sendo por isso condecorado com o grau de oficial da Ordem da Torre e Espada por proposta de Cabral Moncada, ao tempo governador-geral de Angola.
Em maio de 1903 regressou a Portugal, ficando colocado em comissão de serviço na 3.ª secção da 2.ª repartição da Direcção-Geral do Ultramar. Exerceu essas funções até 1906, ano em que foi enviado para a África Oriental Portuguesa.

### O norte de Moçambique e a campanha de Angoche (1906-1910)
Chegado a Lourenço Marques foi enviado pelo governador-geral Azevedo Coutinho para o Distrito de Moçambique, recebendo como missão submeter os povos daquela região ao domínio colonial português. Entre 1908 e 1910, em colaboração com Neutel de Abreu, conseguiu ocupar aquele território, na operação que ficou conhecida como a campanha de pacificação do Angoche, recebendo por isso a Medalha de Valor Militar (grau ouro) e a distinção de ser elevado a comendador da Ordem da Torre e Espada. Em 1908 esteve em Lisboa, onde casou com Estela Henriqueta Maria Godinho Gomes da Costa. Entre 7 de Maio e 13 de Outubro de 1910 foi governador do distrito de Moçambique, tendo em Dezembro de 1910, já em Lisboa, sido promovido a major.
Os ataques contra as forças do sultão Farelay e do seu aliado Ibrahimo permitiram a afirmação da presença portuguesa face ao poder dos povos swahili (ou waswahili) e instalar colonos portugueses no coração da região dominada pela etnia macua. Estes feitos são apontados como dos mais importantes operações militares no final da Monarquia Constitucional portuguesa.
A acção que em 1910 desenvolveu na conquista e ocupação da região de Angoche levou a que João de Azevedo Coutinho, um influente político e administrador colonial do tempo, afirmasse que Massano de Amorim tinha sido determinante para dominar Angoche, quando até ali ninguém ainda o havia conseguido, considerando que fora «o homem preciso, arrojado, [...] de cujas qualidades de inteligência e inteligência estava bem seguro, [...] destemido chefe, embora exigente». Nesta campanha, para além da colaboração do já referido Neutel de Abreu, contou com a presença de um grupo de oficiais que se viria a distinguir, entre os quais Gomes da Costa, Augusto José da Cunha e Dâmaso Marques. Massano de Amorim publicou um relatório sobre a sua participação na conquista de Angoche.
Em Dezembro de 1912 ascendeu a tenente-coronel, posto que detinha quando se desencadeou a Primeira Guerra Mundial.

### O comando do Destacamento Expedicionário a Moçambique (1914-1915)
Foi escolhido em 22 de Agosto de 1914, dado o seu conhecimento de Moçambique, para comandar a expedição militar (o Destacamento Expedicionário a Moçambique) enviada naquele ano para a África Oriental Portuguesa com o objectivo de defender a fronteira norte daquela colónia de uma possível incursão alemã, já que ao tempo fazia fronteira com a África Oriental Alemã (a actual Tanzânia).
A força expedicionária comandada por Massano de Amorim, oficialmente designada por Destacamento Expedicionário a Moçambique, fora preparada em Lisboa num período muito curto após a publicação do decreto de 18 de Agosto de 1914, onde se estabeleciam as regras de mobilização a utilizar. Aquela força integrava destacamentos de várias unidades de Infantaria, de Cavalaria, de Artilharia e dos Serviços de Saúde e de Administração Militar com sede em dispersas cidades do Centro e Norte de Portugal. A força combatente, com cerca de 1533 homens, era composta por um Quartel-General e um Batalhão de Infantaria (com 1039 oficiais e praças), para além de uma Bateria de Artilharia de Montanha, composta por 221 homens, 22 equinos e 82 muares, e de um Esquadrão de Cavalaria, com 189 homens e 169 equinos. A força combatente era acompanhados por por 2 médicos e 2 enfermeiros, 15 homens da área de Engenharia, alguns condutores e viaturas, bem como pessoal civil com funções que incluíam as especialidades de telegrafista e de sapador-mineiro.
A expedição saiu de Lisboa a 11 de Setembro de 1914, a bordo do paquete britânico Durham Castle, chegando a Lourenço Marques (hoje Maputo), em 16 de Outubro e a Porto Amélia, o seu destino final, no dia 1 de Novembro daquele ano. Ao chegarem a Porto Amélia encontraram um território sem quaisquer infraestruturas capazes de albergar um força militar europeia. Apesar disso, mantiveram-se aquartelados em Porto Amélia, fazendo daquela localidade a base das operações da força.
Apesar da missão inicial ser apenas assegurar o respeito pela linha de fronteira, respeitando a neutralidade portuguesa na fase inicial do conflito, evitando quanto possível ser envolvido em recontros com as forças alemãs comandadas por Paul von Lettow-Vorbeck. Com a triunfo da revolta de 14 de Maio de 1915, que levou ao poder os partidários da participação portuguesa na guerra contra o Império Alemão, em 15 de Junho de 1915 recebeu ordens para reocupar o Triângulo de Quionga, na margem sul do rio Rovuma, que desde 1894 estava na posse da Alemanha. Massano de Amorim considerou impossível cumprir a ordem por já ter perdido mais de 20% do total dos seus homens, vítimas de doença e da falta de preparação militar, optando por pedir reforços.
Em todo a campanha o maior problema com que as forças expedicionárias se defrontaram foi a questão sanitária, que era extremamente deficiente, piorada por uma alimentação de péssima qualidade e paupérrimas condições de alojamento das tropas, quer a bordo dos navios de transporte quer em terra. A conjugação destes factores levara a que 6 meses após a chegada a Porto Amélia um quinto da força militar estivesse fora de combate, mesmo antes de sair da localidade onde desembarcara.
O insucesso da operação, e principalmente as profundas mudanças políticas acontecidas em Portugal em consequência do revolta de 14 de Maio de 1915 e do início do percurso político que levaria à participação portuguesa na Grande Guerra, conduziram à nomeação de Álvaro de Castro, um partidário da guerra contra a Alemanha, para o cargo de governador-geral e à organização de uma segunda expedição ao norte de Moçambique, comandada pelo major José Luís de Moura Mendes, que partiu de Lisboa em Outubro de 1915. A chegada da segunda expedição, substituiu as forças comandadas por Massano de Amorim, que foi rendido no comando das forças estacionadas em Porto Amélia a 5 de Novembro de 1915 e regressou a Lisboa em finais daquele ano. A partir dessa data a questão não era apenas reocupar Quionga, mas entrar deliberadamente em conflito com a Alemanha.
Apesar das enormes dificuldades logísticas e operacionais e das numerosas mortes por doença, a acção de Massano de Amorim foi ainda assim considerada meritória, em particular no que respeita à forma sensata com que travou o alastramento do conflito ao evitar recontros directos com as forças alemãs, já que naquele período Portugal mantinha ainda posição neutral (a declaração de guerra com a Alemanha ocorreria apenas no ano seguinte). 
Sobre as dificuldades sentidas pelas tropas portuguesas é bem expressivo o testemunho de um dos participantes nas campanhas, o capitão António Pires:
«A Campanha da África Oriental Portuguesa, foi feita em condições que a tornaram única na história. A composição das tropas e seu equipamento e a natureza da colónia de Moçambique tudo se combinou para criar dificuldades sem precedentes. Pouca é conhecida até agora esta campanha a não ser meia dúzia de oficiais combatentes que todos os anos a têm comemorado. Pode dizer-se que a Campanha de Moçambique, de sofrimentos e resignações, de combates sangrentos em campo raso e guerra em movimento, ela não é conhecida para o grande público. Para França, foram os políticos, os escritores, os literatos e os militares conhecidos; para Moçambique, foram os que apenas eram militares ou soldados, e por isso a campanha, lá longe, lutando contra todos os inconvenientes possíveis e imaginários, combatendo-se em silêncio, e silenciosamente morrendo pela Pátria, é desconhecida.»
Após a missão em Moçambique, Massano de Amorim regressou a Lisboa, onde assumiu funções na 5.ª Repartição da Direcção-Geral das Colónias. Contudo, permaneceu pouco tempo em Lisboa, pois a 9 de Janeiro de 1916 foi nomeado governador-geral de Angola, cargo que exerceria até 11 de Janeiro de 1918.

### Governador-Geral de Angola (1916-1918)
Chegou a Luanda em abril de 1916, quando o Sudoeste Africano Alemão (alemão: Deutsch-Südwestafrika ou DSWA), a actual Namíbia, já tinha sido ocupada por forças sul-africanas, pelos que as refregas na fronteira sul de Angola, que tinham culminada com o combate de Naulila, já tinham cessado. Eliminada a ameaça alemão, o novo governador-geral continuou as políticas de subjugação da resistência das populações locais à penetração europeia na região, continuando o processo de abertura do território à colonização europeia que fora iniciado por Paiva Couceiro e continuada por Eduardo Costa e pelos generais Norton de Matos e Pereira de Eça, seus imediatos predecessores no governo-geral de Angola.
Em maio de 1917 ocorreram rebeliões dos povos ovibundizados contra os colonos portugueses nas regiões de Seles e Amboim (Cuanza Sul), resultado, nas palavras de Massano de Amorim, do «esbulhos, as perseguições, as prepotências e injustiças praticadas pelos agricultores e comerciantes estabelecidos na região» que levavam as populações autóctones a tal actuação. Para o governador, as razões são a «detenção dos indígenas, imposição de trabalho forçado fora dos termos legais, falta de pagamento de salários, incêndios às cubatas, transgressão do regulamento do trabalho indígena, roubos de propriedades ... a par da desobediência à autoridade, do contrabando de pólvora e armas vendidas ao gentio. (...) Entre todos figura em primeiro plano o esbulho de plantações de palmares por muitos processos diferentes, e é, sem dúvida, este esbulho a razão principal do descontentamento».
No decurso dos meses seguintes a revolta alastrou a outras regiões do centro e sul de Angola, sendo o seu controlo dificultado pela escassez de forças militares na colónia. Neste contexto de grandes dificuldades, Massano de Amorim deslocou-se em Setembro de 1917 para o teatro de operações, assumindo pessoalmente o comando directo das forças portuguesas e dos seus aliados nativos. Com esta acção, e com a ajuda de forças do Bailundo, em poucas semanas conseguiu esmagar a revolta. Controlada a sublevação, em Outubro de 1917 partiu para Lisboa, deixando o governo-geral interinamente entregue a Jaime de Morais, com o objectivo de solicitar mais tropas e melhores recursos para o governo de Angola. Contudo, foi demitido do cargo de governador-geral em 11 de Janeiro de 1918, sem ter tido oportunidade de regressar a Luanda.

### Governador-Geral de Moçambique (1918-1919)
A demissão parece ter sido resultado da necessidade do governo português dispor de um militar «africanista» e conhecedor de Moçambique para ocupar o cargo de governador-geral da África Oriental Portuguesa, já que aquela colónia vivia um período de grande conturbação, resultado da entrada em Novembro de 1917 de tropas alemãs no seu território. A presença das tropas alemãs em Moçambique, em acções comandadas pelo general Paul von Lettow-Vorbeck e pelo major Georg Kraut, militares experientes ao comando de forças bem equipadas e disciplinadas, representava um enorme perigo para os interesses de Portugal em Moçambique.
Assim, em Fevereiro de 1918 Massano de Amorim foi nomeado governador-geral da África Oriental Portuguesa, o actual Moçambique, numa altura em que as forças alemães provenientes da África Oriental Alemã tinham penetrado profundamente no território da colónia portuguesa pela fronteira ao longo do rio Rovuma e estava acesa a rebelião dos povos locais contra a presença portuguesa. Entre os levantamentos dos povos locais merece destaque a sublevação dos povos ajauas ocorrida entre finais de Abril e meados de Maio de 1917, que fomentada por estes se aliaram aos alemães contra a presença portuguesa.
No princípio de Junho de 1918 as Schutztruppe für Deutsch-Ostafrika, as tropas de protecção colonial da África Oriental Alemã estavam a apenas 40 km do porto de Quelimane, região para onde Massano de Amorim se dirigiu ao comando de três companhias indígenas e seis metralhadoras, tendo ali chegado em 7 de Julho de 1918, para receber as funções do coronel Tomás de Sousa Rosa.
A 28 de Junho desse ano as tropas alemãs iniciaram uma retirada para norte, em direcção à fronteira do Rovuma, atacando e ocupando Nhamacurra em meados de Julho e só abandonando a colónia em finais de Setembro. Terminavam assim as operações militares das tropas portuguesas em Moçambique contra as tropas alemãs, embora ainda se assinalem nos meses seguintes algumas escaramuças.
Por essa altura Massano de Amorim pediu para ser substituído no comando da força expedicionário, sendo rendido pelo general Tomás de Sousa Rosa. Com o Armistício de 1918 que pôs termo à Grande Guerra e o assassinato de Sidónio Pais algumas semanas depois, as condições políticas voltam a alterar-se e em Abril de 1919 Massano de Amorim foi substituído nas funções de governador-geral.
Regressou pouco depois a Lisboa, sendo nomeado director-geral dos Serviços Militares do Ministério das Colónias.

### O regresso a Moçambique (1923-1925)
Permaneceu pouco tempo no Ministério das Colónias, já que foi nomeado governador dos territórios de Manica e Sofala, da Companhia de Moçambique. Estas funções não lhe agradaram e foi exonerado do cargo pouco depois.
Sem ter regressado a Lisboa, em 16 de Junho de 1923 voltou a ser nomeado governador-geral da África Oriental Portuguesa, cargo que exerceu até 1925. Em 1925 regressou a Portugal e foi nomeado secretário-geral do Ministério das Colónias.
Entretanto, por proposta de Luís Augusto de Aragão e Brito, aprovada pelo Senado da República na sessão de 4 de Julho de 1924, foi promovido a general, por distinção. A promoção foi tornada efectiva pela Lei n.º 1703, de 19 de dezembro de 1924, que «[p]romove por distinção ao pôsto de general, para o quadro de reserva, o coronel de artilharia de campanha, na situação de reserva, Pedro Francisco Massano de Amorim».

### Governador-Geral do Estado da Índia (1926-1929)
Em 1926 foi transferido para o cargo de governador-geral do Estado da Índia, cargo em cujo exercício morreu vítima de um cancro, após demorada doença que lhe causou grande sofrimento. Faleceu em Nova Goa a 31 de maio de 1929, sendo o seu corpo trasladado no ano seguinte para Lisboa, cidade onde a 26 de janeiro de 1930 foi sepultado no Talhão dos Combatentes do Cemitério do Alto de São João.
Por sugestão da Sociedade de Geografia de Lisboa, a 28 de outubro de 1960  foi atribuído o nome do General Massano de Amorim a uma rua da Freguesia da Ajuda, em Lisboa.

## Condecorações
- Grã-Cruz da Ordem Militar de São Bento de Avis (2 de Julho de 1919)
- Grande-Oficial da Antiga e Muito Nobre Ordem Militar da Torre e Espada, do Valor, Lealdade e Mérito (12 de Novembro de 1921)
- Grã-Cruz da Ordem do Império Colonial (14 de Julho de 1932)[19]
- Oficial da Antiga, Nobilíssima e Esclarecida Ordem Militar de Sant'Iago da Espada, do Mérito Científico, Literário e Artístico
- Grã-cruz da Ordem do Império Colonial, título póstumo (1932)
- Medalha da Rainha D. Amélia - «Zambézia» 1897 ou 1898, «Bailundo» 1902 e «Angoche» 1910
- Medalha Comemorativa das Campanhas - «Cuanza-Sul, 1917-1918»
- Medalha da Vitória
- Comendador Honorário da Excelentíssima Ordem do Império Britânico da Grã-Bretanha e Irlanda

## Obras
Pedro Francisco Massano de Amorim deixou vários textos publicados, entre os quais: 
- Relatório do governador, 1906-1907. Distrito de Moçambique. Lourenço Marques, Imprensa Nacional, 1908.
- "A Occupação do districto de Moçambique", Boletim da Sociedade de Geografia de Lisboa, nº 5, pp. 29 ss., Lisboa, Typ. Universal, 1911.
- Relatório sobre a occupação de Angoche : operações de campanha e mais serviços realizados : anno de 1910. Lourenço Marques, Imprensa Nacional, 1911.
- Notícia histórica sobre a região de Angoche, 1910.
- "Projecto das bases para a organização dos serviços e trabalhos agrícolas e para o desenvolvimento e fomento da agricultura da província de Moçambique". Boletim da Agência Geral das Colónias, nº 2 e nº 3, 1925.

## Links
- Nota biográfica do General Massano de Amorim
- Nota biográfica de Massano de Amorim
- A Rua de um General alentejano das campanhas africanas
- Momentos da História: A Primeira Guerra Mundial em Moçambique
- «Worldstatesmen.org (Angola)»
- «Worldstatesmen.org (Moçambique)»
- «Worldstatesmen.org (Índia)»